# Göran Marklund
Göran Mattias Marklund, född 2 oktober 1975 i Stockholm, är en svensk före detta fotbollsspelare. Spånga IS är hans moderklubb. Han har tidigare spelat för AIK i Allsvenskan.
Marklund blev Superettans skytte- och poängkung säsongen 2003 med 31 poäng varav 23 mål. Han spelade då för FC Café Opera. Han spelade 2006–2012 i Assyriska FF. Han var ett tag spelande assisterande tränare till Rikard Norling. När denne gick till Malmö FF tog Marklund tillfälligt över som huvudtränare, samtidigt som han fortsatte spela. Assyriska anställde senare Patrick Walker som Norlings ersättare.
Göran Marklund har fått smeknamnet Göran Ashur Marklund av Assyriska FF:s supportrar. Han bibehåller en god relation till klubben och blev 2019 officiell ambassadör för Assyriska.
Efter fotbollskarriären har Marklund arbetat som konsult och säljare i IT-branschen.

## Seriematcher och mål
- 2000: 26 / 9 (Café Opera)
- 2001: 24 / 11 (Café Opera)
- 2002: 27 / 13 (Café Opera)
- 2003: 27 / 23 (Café Opera)
- 2004: 7 / 0 (AIK)
- 2005: 14 / 2 (AIK)
- 2006: 27 / 9 (Assyriska)
- 2007: 7 / 6  (Assyriska)
- 2008: 29 / 7 (Assyriska)
- 2009: 21 / 5 (Assyriska)
- 2010: 30 / 10 (Assyriska)
- 2011: 8 / 2 (Assyriska)
- 2013:  /  (FC Stockholm Internazionale)